# Adam et Ève (Dürer, 1504)
Pour les articles homonymes, voir Adam et Ève.
Ne doit pas être confondu avec le tableau homonyme peint en 1507 par Dürer.
 (juin 2014).
Adam et Ève est une gravure sur cuivre au burin de l'artiste de la Renaissance allemande Albrecht Dürer (1471-1528), signée et datée de 1504, et conservée, parmi les meilleures copies existantes, à la Staatliche Kunsthalle Karlsruhe ou au Rijksmuseum Amsterdam.

## Histoire
Dürer a travaillé tout au long de sa vie à la représentation du corps humain et à l'étude de ses proportions,. Après  avoir rencontré Jacopo de' Barbari en 1500 à Nuremberg, lu Vitruve et alors qu’il adhère au platonisme esthétique, il recherche dans les années 1500-1505, par des méthodes géométriques, des proportions humaines à la beauté parfaite. Ce burin constitue le premier aboutissement de ses recherches avant son second voyage en Italie.
Dürer est fasciné par les études sur la proportion de la figure humaine, comme en témoignent des œuvres telles que Némésis ou Apollon et Diane.
Les Quatre livres sur la proportion Humaine publiés en 1528, après son décès, présentent quant à eux le corps humain dans toute la diversité de ses proportions et non plus selon des critères de perfection esthétique,.
Dürer se rend en 1505 à Venise avec, dans ses bagages, un lot de gravures d‘Adam et Eve. Il reprend le même sujet dans une aquarelle de 1504, maintenant à la Morgan Library and Museum à New York et dans deux panneaux peints datés de 1507, avec des figures plus élancées, conservés au musée du Prado. Le Péché originel et L'Expulsion du Paradis terrestre sont aussi le thème de deux des gravures sur bois de la Petite Passion.

### Le grand Livre du peintre
Le Livre du peintre ne fut jamais publié. On en connaît le plan rédigé de la propre main de Dürer qui stipule : « je veux d’abord parler de la mesure humaine, puis de la mesure du cheval, de la mesure du bâtiment, de la perspective et de l’ombre et de la lumière,  des couleurs et comment imiter au plus près la nature ».
Tout porte à croire que ce projet avait déjà pris forme, car Christoph Scheurl (1481-1542), un lettré humaniste ayant étudié à Bologne, ami de Dürer et Willibald Pirckheimer, en parle dans sa Vita reverendi patris domini Anthonii Kressen, écrite en 1513 et parue à Nuremberg en 1515, comme d’un ouvrage en voie d’être publié.

### Discours de la dignité de l'homme
En 1504, l’année même de l’exécution de la gravure d’Adam et d’Eve, paraît chez Grüninger à Strasbourg le Discours de la dignité de l'homme de Jean Pic de la Mirandole en introduction aux 900 conclusions philosophiques, cabalistiques et théologiques, discours qui débute par ces termes : « Très vénérables Pères, j'ai lu dans les écrits des Arabes que le Sarrasin Abdallah, comme on lui demandait quel spectacle lui paraissait le plus digne d'admiration sur cette sorte de scène qu'est le monde, répondit qu'il n'y avait à ses yeux rien de plus admirable que l'homme… Il prit donc l'homme, cette œuvre indistinctement imagée, et l'ayant placé au milieu du monde, il lui adressa la parole en ces termes : Si nous ne t'avons donné, Adam, ni une place déterminée, ni un aspect qui te soit propre, ni aucun don particulier, c'est afin que la place, l'aspect, les dons que toi-même aurais souhaités, tu les aies et les possèdes selon ton vœu, à ton idée… ».
Retrouver et afficher les proportions idéales de l’Homme coïncide ici avec l’affirmation du libre-arbitre qui fait de l’homme l’artisan de sa propre destinée. Dürer ne pouvait ignorer ce texte si l’on se réfère à la dédicace que Willibald Pirckeimer lui a dédié sur la page de garde des Caractères de Théophraste où il spécifie avoir reçu ce livre de Jean-François Pic de la Mirandole, le neveu légataire et éditeur des œuvres de Jean Pic de la Mirandole.

## Description
Ce chef-d'œuvre absolu de la gravure fait assister à un moment fatidique : Adam et Ève, flirtant avec la tentation, vont dans un instant croquer le fruit défendu qui leur est présenté par le serpent. D'un geste placé au centre de la composition, Adam accepte l'offre d'Êve qui va conduite les hommes à la perdition, et pointe déjà du doigt la nudité bientôt honteuse de sa compagne.
Le jardin d'Éden, un espace obscur qui met en valeur la nudité de la première femme et du premier homme, prend la forme d'une forêt luxuriante peuplée d'animaux.

## Technique
La composition a été méticuleusement élaborée, à l'aide de dessins préparatoires, de deux épreuves d'essai et de trois états différents, procédés très inhabituel chez Dürer.

## Analyse

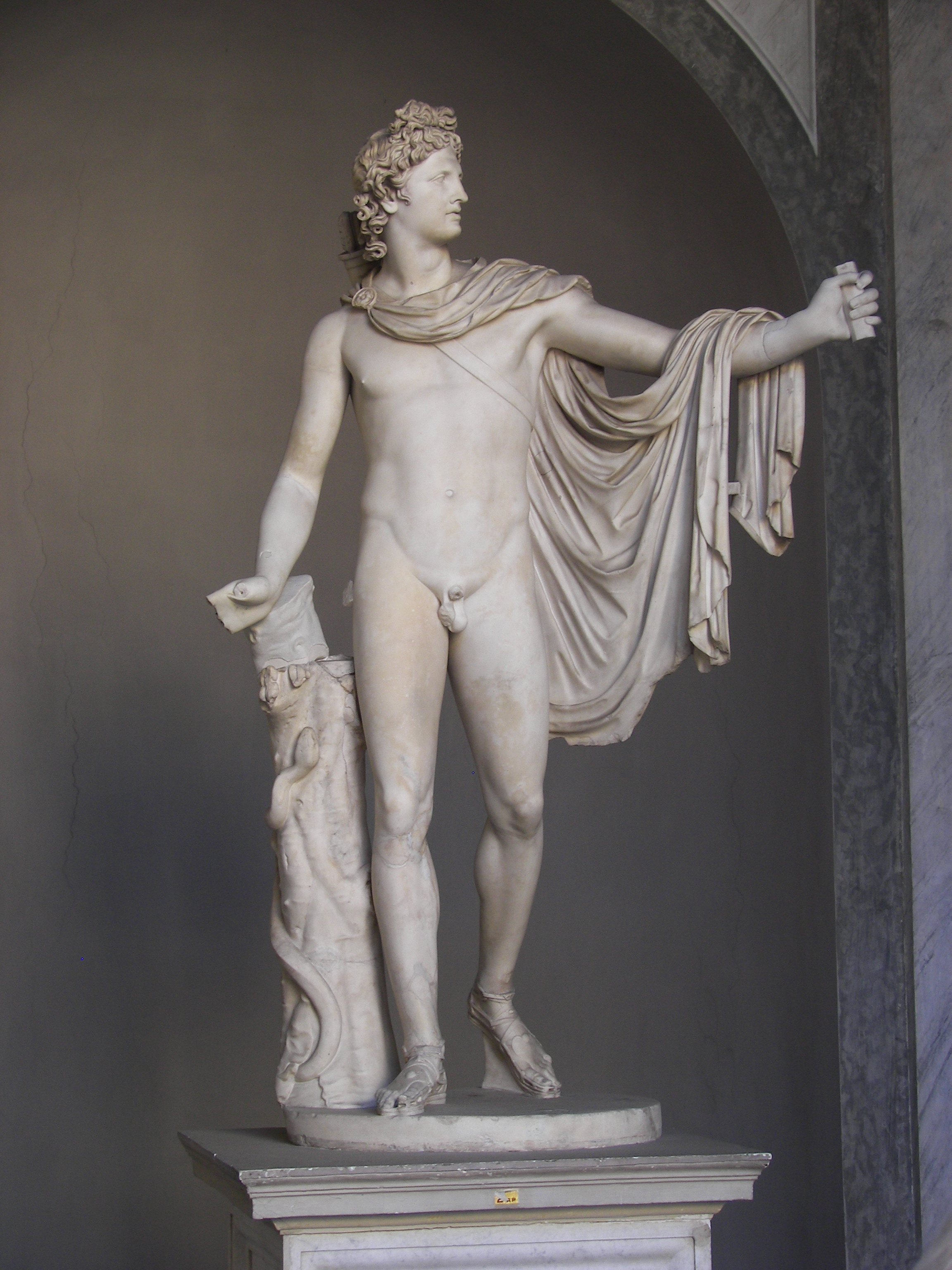
Apollon du Belvédère.

Dürer présente ici les modèles de la beauté humaine, masculine et féminine, tels qu'il les conçoit à ce moment de sa vie. A la recherche d'un système permettant de traduire la perfection humaine avant la Chute, il s'attache dans ces deux figures à respecter essentiellement les proportions de Vitruve et à figurer des contrapposto classiques tout en déterminant le plus grand nombre possible de contours par construction géométrique. Chaque muscle de ces nus présentés frontalement est savamment modelé ; les membres sont tous traités de façon différente. Les têtes de profil évoquent l'antique, alors que les poses, presque symétriques et en léger contrapposto, avec un bras plié, sont inspirées de celles de l'Apollon du Belvédère, une statue découverte seulement quelques années plus tôt dans une fouille près de Rome, et de la Vénus de Médicis. Dürer avait pu en avoir connaissance par des dessins ou encore par l'Apollon et Diane de Jacopo de' Barbari.
L'inscription monumentale, la plus longue dans son corpus gravé, témoigne de l'ambition d'un œuvre qui place Dürer parmi les éminents successeurs des grands artistes de l'Antiquité.
Les figures sculpturales des ancêtres, prototypes d'une humanité parfaite, sont insérées dans une forêt dense et ombragée, pleine de références symboliques, aujourd'hui assez difficiles à déchiffrer, mais à l'époque, pour un humaniste érudit, beaucoup plus explicites. Par exemple, le chamois sur le rocher symbolise l'œil de Dieu qui voit tout d'en haut, et le perroquet la louange élevée au Créateur. Quatre animaux renvoient, selon Erwin Panofsky, aux quatre tempéraments : le chat colérique, le lapin sanguin, le bœuf flegmatique et l'élan mélancolique appartiennent à une harmonie sur le point de s'évanouir. Une autre interprétation possible est qu'à la place de l'élan il s'agit d'un bouc, symbole de luxure.[réf. nécessaire]

## Interprétations

### Théorie des humeurs
Hildegarde de Bingen abbesse bénédictine de Disibodenberg, voit dans la chute de l’homme une conséquence du déséquilibre de ces quatre humeurs entraînant consécutivement la maladie et la mort. Le sorbier auquel s'accroche Adam représente l'Arbre de vie, tandis que l'arbre du fruit défendu est un figuier. Il existe entre ces deux arbres un opposition parallèle à celle du perroquet (bienveillant) et du serpent (diabolique).

### Hypothèse d'une tétralogie

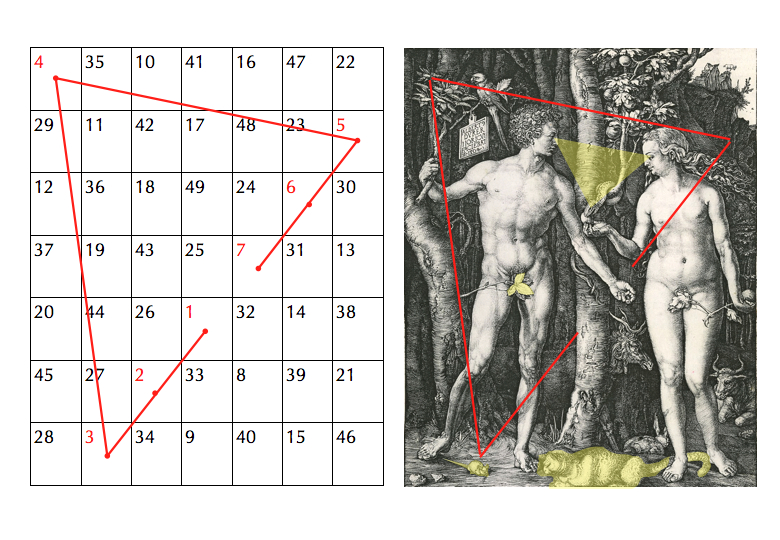
Adam et Ève, gravure de Dürer vue à travers la grille du carré de Vénus d'après le parcours des 7 premiers nombres.

Le constat de Frank Morzuch, Ce que le regard désigne la main le dessine, circonscrit le mystère de cette gravure. Tout est dans le regard, celui du spectateur est attiré et dirigé, pris dans le rets triangulaire qu’amorce la trajectoire du regard d’Adam porté sur Ève dont les yeux baissés passent par l’œil du serpent jusqu’au sexe de l’homme. Si l’on trace avec une règle un trait qui va d’une pupille à l’autre, un triangle isocèle se dessine entre l’homme, la femme et le serpent qui présente la même aire que celle d’une des 49 cases de la grille d’ordre 7 qui pourrait, selon l’artiste, structurer cette gravure. Dürer, inspiré par Vitruve, en livrerait le canon dont la proportion coïncide avec celle de la grille.
La grille d’ordre 7 correspond à celle du carré planétaire de Vénus ce qui pourrait placer cette gravure dans une suite de quatre gravures comprises comme une tétralogie fondée sur les quatre tempéraments et les carrés magiques appelés carrés planétaires qui leur correspondent. Si l’on relie dans l’ordre croissant les sept premiers nombres de la table de Vénus il se dessine un triangle qui, reporté sur la gravure, suit la trajectoire du regard d’Adam et pointe la petite souris, comme pour souligner la tension perceptible entre Adam et Ève.
Ce regard d’artiste posé sur l’œuvre du maître allemand ouvre la voie à une approche nouvelle de quatre gravures de Dürer, comprises comme une tétralogie. Une thèse déjà évoquée par Peter-Klaus Schuster pour qui, s’il existe bel et bien une suite supposée de gravures liées à Melencolia I, celle-ci ne peut exister que sous forme d’une tétralogie fondée sur les 4 tempéraments.
Cette hypothèse correspond à la vision philosophique qui avait cours à cette époque.
Cependant, l'écart entre les dates d’exécution d’ Adam et Ève (1504) et une supposée suite, en 1513, avec Le Chevalier, la Mort et le Diable,  Melencolia § I (1514) et Saint Jérôme dans sa cellule (1514) est expliquée par Joachim Camerarius l'Ancien, qui signale que Dürer s’est fait voler dans son atelier toute sa recherche sur la mesure idéale du cheval, lors de son séjour de 1505 à 1507 à Venise. En 1528, tout de suite après son décès, est apparu un petit livre sur la construction du cheval que le Conseil municipal de Nuremberg a derechef fait saisir, sur l’instigation de Willibald Pirckeimer et d’Agnes Dürer, au prétexte que ce matériel appartenait à Dürer. Or, selon le plan du Livre du peintre la construction du cheval arrive en deuxième position après celle de l’homme et de la femme. Tout laisse croire que Dürer, en 1505, à la veille de son départ pour Venise, maîtrisait déjà parfaitement cette construction. De retour à Nuremberg, et mis devant le fait accompli, il est compréhensible que l’artiste ait d’abord dû faire face à d’autres priorités et n’aurait repris cette tétralogie que neuf ans plus tard, avec le burin magistral du Chevalier, la Mort et le Diable, faisant de Melencolia I une illustration des arcanes des bâtisseurs doublée d’une géométrie secrète de l’âme, et de Saint Jérôme le modèle d’une perspective rayonnante sous l’égide du carré d’ordre 6.

## Postérité
La silhouette représentée de dos par Raphaël dans le dessin à la sanguine, Étude de nus et de tête, datant de 1515, qu'il offrit à Dürer, évoque l'Adam de cette gravure.
En mai 2015, une copie de l'Adam et Ève estimée à 600 000 dollars disparaît de la bibliothèque publique de Boston, ainsi que d'autres œuvres.